# コフレンテス原子力発電所
コフレンテス原子力発電所(Central nuclear de Cofrentes)はスペインのバレンシア州バレンシア県コフレンテスにある原子力発電所。コフレンテス原発は沸騰水型原子炉で、1984年10月14日から運用が始まり、当初の発電能力は992MWeであった。改良を通して出力が向上し、一回目で初期の110%に当たる1092MWeに、さらに111.85%にあたる1110MWeになり、実質的にバレンシア州内の電力需要のすべてを供給可能になった。

## 建設
発電所はコフレンテスの中心地区の2km南東に位置している。フカル川右岸に建てられ、この河川から冷却用の水を得ている。また、バレンシアから直線距離で61km、一般的に死火山と見られ、温泉源になっているコフレンテス火山から3kmの位置にある。
計画は1973年3月に始まり、ゼネラル・エレクトリックが主要部を提供した。この年の9月6日、建設許可が付与され、1982年に建設が終了した。運用と所有はイベルドローラが行うこととなった。
原子炉はGE社の沸騰水型炉のBWR-6型であり、燃料には低濃縮ウランが利用される。水を温めるための熱は一次系の炉心の冷却に利用され、これが蒸気に変換されることが一次系からオルタネーターに結び付けられたタービンを動かす力に変換するのに直接利用される。
封じ込めはマークIII型であり、これは格納容器がドライウェル、円形のサプレッションプール、金属などで封じ込められており、その外部は補助建屋、燃料建屋、原子炉建屋からなる。

## 運営
イベルドローラ社が100%所有している。コフレンテス原発は平均89億kWhを発電しており、5百万世帯が住むバレンシア州の州内消費電力をまかなうことができる。
2010年には一年間継続的に稼動し、95億5千万kWhを発電している。これは国内エネルギー生産の5%程度にあたり、バレンシア州の州内電力需要を30%以上超えている。2011年には79億kWhを発電しており、国内エネルギー生産の4.1%、イベルドローラがバレンシア州内で発電する電力の66%にあたった。
パーセンテージでは総容量の83%にあたり、年間7564時間運転され、送電網に交流電力を送電しており、18回目の燃料補給用の計画的運転停止を行った。

## 事故
2001年から2011年3月10日まで、コフレンテス原発では25の予定外停止が起こっており、原子力安全委員会では102の事象が記載されている、このうち3つが国際原子力事象評価尺度でレベル1事象である。
コフレンテスはこの10年間、1年で平均10の事象が存在した
90年代には逸脱とされるレベル1の事象が3件あった。
2002年にはコフレンテス原発は燃料補給用の停止の間に2件の連続した事象報告が存在する。
2005年9月21日、廃棄物ビルの備品の洗浄蒸発機のホースから最低2時間小規模な漏洩がおきたことが発見され、0.025 mSv/hを限界に指定した管理区域で0.03 mSv/h、が測定された。この事象は労働者や環境には影響がなかった。
2006年11月3日、CSN IS-10取り扱いが施行され、スペインの原子力発電所によるCSNへの事象報告の基準となった。2006年、コフレンテス原発は10の事象を報告しており、これらのすべてが国際原子力事象評価尺度でレベル0に分類されている。
2007年、コフレンテス原発では原子力規定者に17の事象が報告され、すべてが評価尺度でレベル0であった。
2008年、運営者は11の事象を届け出ており、すべてがレベル0に分類されている。
2009年には8つの事象が届け出られた。9月22日、照射済燃料の酸化層の検査の間、発電所は電力が停止されシャットダウンし、このときチェックされていた部分要素が10cmの高さから脱落し検査機のプラットフォームを打ちつけ、燃料プールに置かれた燃料ラックの上に水平に倒れた。この事象は作業員や環境に影響を与えなかったが評価尺度でレベル1に分類された。それ以外はすべてがレベル0であった。
2010年5月13日、貯水槽の容量の読み取りと水位測定器でほう酸水注入系の貯蔵タンクの一つが逸脱していることが運転室とローカル画面の両方で確認され、タンクに収められた量は規定値よりも少なくなっていた。原子力事象評価尺度でレベル1に分類された。
2011年2月14日、運転室の放射能モニターがエラーで作動した。2つの隔離弁が閉鎖したことでカフェテリアの煙抽出装置が動き、運転室の緊急ろ過システムが自動起動したとされる。このモニターは取り替えられた。レベル0に分類された。
同年2月7日、高圧炉心スプレー系の再循環ラインのバルブを誤って開放した。原因は取り替えられたバルブを動かすリレーの失敗であった。レベル0に分類された。
2月15日、コフレンテス原発運営陣は原子力発電所の潜在的な脆弱性を伝えるために15人のグリーンピース活動家が冷却塔区域に侵入して緊急警報が作動したと発表した。冷却塔は原子炉建屋からは遠かった。コフレンテス原発の発表や警備員によると、活動家は侵入時にフェンスを破壊し、2人の警備員が軽症を負い、他の2人が打撲を負ったとされるが、グリーンピース側は平和的な抗議であり暴力は行っていないと主張している。 発電所はCSNに通告し、発電所安全計画との手続きを活性化させ、バレンシア政府代表の調整当局によって事態の沈静化が行われた。侵入時、発電所は正常に運転を続けた。
6月17日、運転室の緊急フィルターユニットが運転室の放射線モニターリレーの不具合が原因で作動した。9月25日、燃料補充の停電中、原子炉停止時冷却系のバルブのエンジンが破損した。10月7日、燃料補充の停電中、ガス処理設備系の流れの検証中にポータブル計測器と固定型検出器の食い違いが確認された。11月29日、タービンコントロールバルブの排出ラインが破損し、ビル内の温度が増加した。レベル0に分類され、2010年で10回目の事象となった。20%まで予定外の出力低下があった。
2012年4月22日、煙探知機が放火未遂によって10分以下の時間作動した。コイル焼けスイッチがディーゼル発電機3号機の補助装置に対応し、同定した。この事故はレベル0に分類された。

## 註
1. ↑  “CSN. Cofrentes”. 2011年2月閲覧。
2. ↑   Cofrentes NPP, Iberdrola
3. ↑  , CSN.
4. ↑  , Construction History.
5. ↑  , Plant Technical Characteristics.
6. ↑  “Cofrentes NPP broke its production record in 2010 (Spanish)”. (2011年2月7日)
7. ↑  “Acta del Pleno del CSN Acta del Pleno del CSN” (スペイン語). 2012年9月28日閲覧。
8. ↑  Reported Event Review Reported Event Review, Spanish, CSN, September 21, 2005.
9. ↑  Cofrentes NPP Information Spanish, Cofrentes NPP Information Spanish G
10. ↑  “Informe del Consejo de Seguridad Nuclear al Congreso de los Diputados y al Senado. Resumen año 2002.” (スペイン語). 2012年9月28日閲覧。
11. ↑  Acta del Pleno del CSN. Acta del Pleno del CSN núm. 976, CSN, October 5, 2005. Spanish
12. ↑  Reported event review Reported event review, CSN, Spanish.
13. ↑  “Informe del Consejo de Seguridad Nuclear al Congreso de los Diputados y al Senado.” (スペイン語). 2012年9月28日閲覧。
14. ↑  “Informe del Consejo de Seguridad Nuclear al Congreso de los Diputados y al Senado. Año 2007.” (スペイン語). 2012年9月28日閲覧。
15. ↑  “Informe del Consejo de Seguridad Nuclear al Congreso de los Diputados y al Senado. Año 2008.” (Spanish). 2012年9月28日閲覧。
16. ↑  “CSN. Reported Event Review” (スペイン語). 2012年9月28日閲覧。
17. ↑  “Informe del Consejo de Seguridad Nuclear al Congreso de los Diputados y al Senado. Año 2009.” (スペイン語). 2012年9月28日閲覧。
18. ↑  “CSN. Reported Event Review.” (スペイン語). 2012年9月28日閲覧。
19. ↑  “CSN. Reported Event Review.” (スペイン語). 2012年9月28日閲覧。
20. ↑  “CSN. Reported Event Review.” (スペイン語). 2012年9月28日閲覧。
21. ↑  “Intrusión en el emplazamiento. Cofrentes NPP” (スペイン語). 2012年9月28日閲覧。
22. ↑  BEATRIZ LLEDÓ. “Greenpeace asalta la central nuclear de Cofrentes para reclamar su cierre. Spanish”. 2012年4月25日閲覧。
23. ↑  “La central de Cofrentes declara alerta de emergencia por acción de Grenpeace.” (スペイン語). (15-02-2011)
24. ↑  “Nota informativa sobre la central nuclear de Cofrentes (Valencia).” (スペイン語) (15/02/2011). 2012年9月28日閲覧。
25. ↑  “CSN. Reported Event Review.” (スペイン語). 2012年9月28日閲覧。
26. ↑  “CSN. Reported Event Review. Spanish”. 2012年6月26日閲覧。
27. ↑  “CSN. Reported Event Review.” (スペイン語). 2012年9月28日閲覧。
28. ↑  “CSN. Reported Event Review.” (スペイン語). 2012年9月28日閲覧。
29. ↑  “Registrado un conato de incendio en la central nuclear deCofrentes. Spanish”. (23/04/2012)
30. ↑  “Cofrentes NPP Information.” (スペイン語) (2012年4月22日). 2012年9月28日閲覧。